# Зилоты (XIV век)

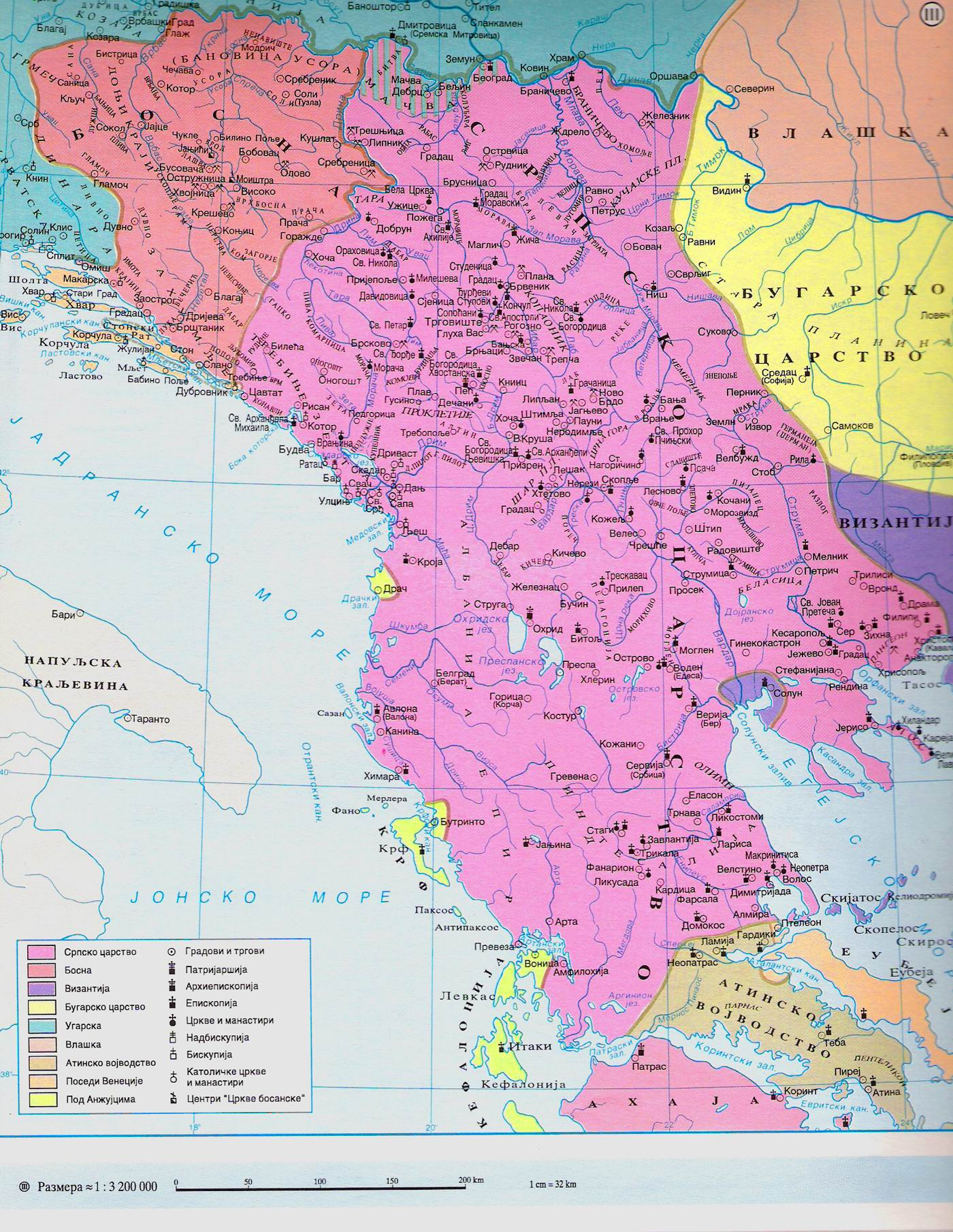
Зилотская Фессалоника (отмечена как часть Византии, на побережье к юго-востоку от центра) в окружении земель Сербо-греческого царства Стефана Душана (около 1348 г.)

Зило́ты (от греч. ζηλωτής, букв. «ревнитель, приверженец») — анти-аристократическая политическая группировка в Фессалониках (ныне Греция), поддерживаемая городской толпой. В 1342 году возглавили движение за автономию Фессалоник и захватили власть в городе, одновременно противостоя как Константинополю, так и окружившим город сербским войскам Стефана Душана. В течение 1347—1348 гг. все греческие земли охватила чума. В 1349 года зилоты всё-таки решили сдаться соплеменнику императору Иоанну VI Кантакузину и его турецким наёмникам. К этому решению их склонили Патриарх Константинопольский и особенно афонскиe монахи-исихасты. Итоговыми победителями противостояния стали многочисленные тюркские племена, наводнившие Фракию и Македонию, которые, осознав свою мощь, захватили город в 1387 году.

### Предпосылки
С конца  XIII века в Византии начинается период упадка. К 1340 году практически все азиатские владения империя захватили турки, а европейские города заполнили беженцы из Малой Азии. Гражданская война 1341—1347 гг., в которoй участвовали практически все слои населения, привели к обнищанию империи, страдания широких масс сельского населения и горожан стали почти невыносимыми. Как в городах, так и в деревнях почти все блага были сосредоточены в руках узкого круга аристократии, против которого и был направлен гнев обнищавших масс. Лидером аристократии в то время был Иоанн VI Кантакузин, не стеснявшийся пользоваться услугами турецких наёмников, поскольку своей армии у Византии уже не было, а в качестве оплаты туркам на разграбление отдавались побеждённые греческие деревни.
Хаосу гражданской войны и рейдам турецких наёмников многие греческие архонты западной части Византии предпочли сербскую власть. Многие византийские города Македонии и Фессалии открывали ворота перед приближающейся сербской армией. В результате всего за пару лет 3/4 территории империи без единой битвы захватил сербский правитель Стефан Душан, создавший Сербско-греческое царство. В первой трети XIV века города европейской Византии (Салоники, Димотика, Адрианополь и Константинополь) по-видимому были всё ещё достаточно многолюдными, поскольку движение зилотов опиралось на многочисленные и довольно активные толпы мещан и городской бедноты. Но гордость фессалоникийских греков всё же не позволила им сдаться сербам. После длительных переговоров город снова признал власть Константинополя.

## Последствия
Несмотря на восстановление формального общевизантийского правления, отношения между разделёнными Салониками и Константинополем оставались проблемными, а местная аристократия Салоник по-прежнему стремилась сохранить свои обширные привилегии, которые, по мнению современных учёных, сводились к фактической автономии города. Ослабление центральной власти и центробежные тенденции были характерны для Византии предшествовавшего столетия. В Салониках стремление к независимости от имперской столицы времён зилотов усилилось во время правления Мануила II в эпоху первой османской осады 1382—1387 гг.
Несмотря на смерть Душана в 1355 году, греки Салоник были уже не в силах вернуть некогда подконтрольные городу территории Македонии и соединить их с Фракией в единый массив. Город так и остался византийским эксклавом среди сербских княжеств наследников Душана. В 1360-х годах и остатки византийской Фракии, и остатки Сербского царства покоряют турки-османы, захватившие Фессалоники в 1387 году.